# لیودو هارتوگ
ل‍یودو ه‍ارت‍وگ (انگلیسی: Hartog Leo؛ تولد ۱۷۱۰ – مرگ ۱۷۸۴) یک تاریخ‌نگار و حذان اهل برلین در آلمان بود.